# エリ・カルタン

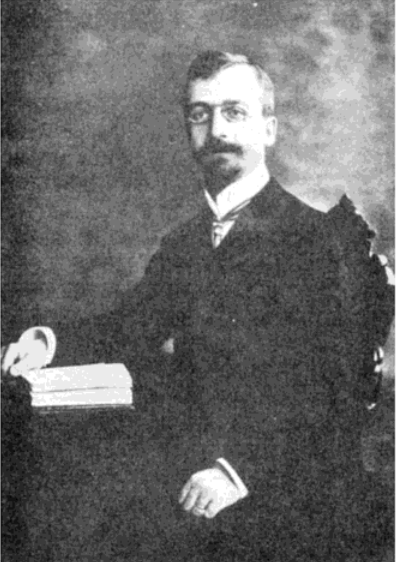
エリ・カルタン

エリ・カルタン（Élie Joseph Cartan, 1869年4月9日 - 1951年5月6日）はフランスの数学者。リー群、微分幾何学に大きな業績を残した。数学界の巨人のひとり。

## 生涯
イゼール県ドロミューで、父親は鍛冶屋、母は絹織物工で、幼時より非凡な才能を示し、記憶力は抜群であった。
高等師範学校にすすみ、エミール・ピカールなどの講義をうける。ソルボンヌ大学にも通い、グルサやエルミートの講義などに感激した。
25歳の時に出した学位論文「有限次元連続変換群の構造について」は学者としての地位を約束するものであった。この論文によりみとめられ、1894年、モンペリエ大学の講師に任命される。
その後、40歳でパリ大学の講師に任命される。研究は多岐におよび、対称空間の発見、微分形式の導入（1899年）、接続の概念の提唱など基本的な重要な仕事をした。リー群論、スピノル理論、連続群論、微分幾何学、積分不変式など。
子供は4人、3男1女、長男アンリは関数論の専門家、次男ジャンは作曲家だが夭逝、三男ルイは物理学者、長女エレーヌは数学教師。